# ГЕС Рвегура
ГЕС Рвегура — гідроелектростанція на північному заході Бурунді, неподалік від кордону з Руандою, споруджена на річці Кітенге (верхня течія Кагунузі, котра є лівою притокою Рузізі, що з'єднує озера Ківу і Танганьїка). Станом на середину 2010-х найпотужніша ГЕС країни.
Для роботи станції річку в 1982—1986 роках перекрили греблею, що утримує сховище з припустимим коливанням рівня між позначками 2141 та 2152 метри над рівнем моря. Від нього через правобережний гірський масив прокладений дериваційний тунель до розташованого за 3 км машинного залу станції. У останньому в 1991 році запустили три турбіни типу Пелтон потужністю по 6 МВт, які працюють при напорі у 400 метрів. Відпрацьована вода одразу повертається у річку.
Видача продукції відбувається через ЛЕП, розраховані на напругу 110 та 30 кВ.
У 2008—2012 роках річне виробництво електроенергії на ГЕС коливалось між 55 та 64 млн кВт-год.